# Ефименко, Родион Родионович
Родион Родионович Ефименко (Юхименко) (1934 — 2008) — советский и украинский кинорежиссёр. Заслуженный работник культуры УССР (1976). Член КПСС с 1964 года.

## Биография
Родился 6 ноября 1934 года в Одессе (ныне Украина) в семье театральных деятелей. Отец — Ефименко (Юхименко) Родион Дмитриевич, режиссёр, Заслуженный артист УССР (с 1948 года). С 1937 по 1951 гг., включая эвакуацию театра в Казахстан) был режиссёром, главным режиссёром, художественным руководителем Полтавского музыкально-драматического театра имени Н. В. Гоголя. С 1951 по 1958 годах руководил Луганским украинским музыкально-драматическим театром имени А. Островского.
Мать — Селецкая Евгения Васильевна, заслуженная артистка Украины (с 1947 года), длительный период трудилась в музыкально-драматических театрах Одессы, Харькова, Луганска и Полтавы, исполнив на сцене более ста высокохудожественных драматических образов, которые всегда находили позитивные отклики не только у зрителей, но и у критиков.
Родион Родионович Ефименко в 1957 году с отличием окончил Киевский государственный институт театрального искусства имени И. К. Карпенко-Карого (в настоящее время — Национальный университет театра, кино и телевидения имени И. К. Карпенко-Карого). После окончания института работал ассистентом режиссёра на Киевской киностудии имени А. Довженко, в том числе в фильме «Штепсель женит Тарапуньку», главные роли в котором сыграли непревзойденные мастера украинского юмора Ю. Березин и Ю. Тимошенко.
Первым фильмом, где Ефименко Р. Р. выступил в качестве второго режиссёра, стал для него фильм С. Параджанова «Первый юноша».
После создания в 1965 г. Украинской студии телевизионных фильмов Родион Родионович переходит на работу в «Укртелефильм», где проработал до 1998 г. С его приходом на студии был снят первый украинский телевизионный фильм («Город, в котором мы живем»), а также первый документальный телефильм и первый фильм-спектакль.
Одновременно с работой на студии Ефименко Р. Р. вместе с В. Л. Чубасовым возглавили курс режиссуры в Киевском государственном институте театрального искусства имени И. Карпенко-Карого. Среди их выпускников такие известные кинорежиссёры, как Анатолий Борсюк, Владимир Бортко, Николай Малецкий, Владимир Попков (1974), а также Владимир Гончаров, Борис Небиеридзе (1975) и другие.
За период работы на «Укртелефильме» Ефименко Р. Р. стал режиссёром-постановщиком, а в отдельных случаях и сценаристом более чем восьмидесяти художественных, документальных, публицистических фильмов, а также фильмов-концертов и спектаклей. Наиболее запомнились зрителю такие фильмы, как «Город, в котором я живу» (1959), «Здесь жил Кобзарь» (1966) — первый цветной украинский фильм, ставший лауреатом многих премий, «Познай себя» (1971) — Гран-при и Золотая медаль международного кинофестиваля в Варне (1972), «Наталка Полтавка» (1978), «Восемнадцатилетние» (1987) и другие.
В фильмах, снятых Родионом Ефименко, сыграли такие широко известные актёры, как А. Матешко, Г. Нилов, В. Рыжаков, Л. Перфилов, Н. Сумская, К. Степанков, И. Терещенко, В. Шевельков…
Музыкальные фильмы и фильмы-концерты режиссёра были посвящены творчеству С. Ротару, В. Зинкевича, И. Шамо, трио Мареничей, ВИА «Кобза», «Свитязи» и многих других известных композиторов и исполнителей.
Ряд фильмов Ефименко Р. Р. посвящён важным политическим событиям в жизни Украины и отдельным политическим деятелям (А. Емцу, И. Драчу, В. Филенко, В. Червоний, 500-летию украинского казачества, Дню соборности Украины и многим другим).
Особое место в творчестве режиссёра занимают фильмы, посвящённые жизни и творчеству Т. Г. Шевченко, которые вызвали широкий позитивный резонанс как на Украине, так и далеко за её пределами
Умер Ефименко (Юхименко) Родион Родионович после тяжелой и продолжительной болезни 18 марта 2008 года. Он похоронен рядом с могилами своего отца и матери на Дарницком кладбище Киева Киева. Светлой памяти Ефименко Р. Р. посвящён ряд литературных произведений. В частности, сборник «Помним его таким», Киев-2009 г., издательство «Щек», составители Дворниченко Л. М. и Чернухина Л. А.; новелла «Шестой» на российском общенациональном сайте «ПрозаРу» Александра Ведова-Московского и другие.

## Фильмография
Снял киноленты:
- «Город, в котором мы живем» (1959),
- «Наши встречи» (1960),
- «Карнавал юности» (1961),
- «Прогулка по Киеву» (1962),
- «Мастера искусств» (1962),
- «Свадьба Свечи» (1962),
- «Последние» (1963),
- «Страница жизни» (1964),
- «Мы из Украины» (1964),
- «Добрый день, Киев» (1965),
- «Кобзарь» (1965),
- «Источник вдохновения» (1966),
- «Тут жил Кобзарь» (1966, первый цветной украинский телефильм, диплом и приз СК СССР),
- «77 тромбонов» (1966),
- «Тридцать три минуты молчания» (1967),
- «Филиппинки в Киеве» (1967),
- «Час над планетой» (1968),
- «Дом 25/69» (1969),
- «Ятрань» (1969, Приз за изобразительное решение СК СССР),
- [[), http://www.ex.ua/view/57514997%7C"Познай (недоступная ссылка) себя" (1971, соавтор сценария с А. Делендиком. Гран-при и Золотая медаль Международного кинофестиваля фильмов, посвящённых медицине, Варна, 1973),]]
- «Первый шторм» (1972),
- «Кто за? Кто против?» (1977, Приз журнала «Новости киноэкрана» IV Республиканского кинофестиваля «Человек труда на экране», Кременчуг, 1978),
- «Наталка Полтавка» (1978),
- «Песни Игоря Шамо» (1984),
- «Украинские посиделки» (1986),
- «Восемнадцатилетние» (1987, 2 а),
- «Воссоединение»,
- «Сечь. 500-летие казачества»,
- «А что мы за народ такой?» (1990),
- «Я в политику пошел»,
- «Голгофа Украины» (1991),
- «Михайлова гора. …Жажду, жажду, жажду…»,
- «Михайлова гора. Мария» (1994),
- «Маэстро Сергей» (1995),
- «Александра» (1996),
- «От Подола до Золотых ворот» (1998, видео).

Автор сценариев телефильмов «Источник вдохновения», «Тут жил Кобзарь», «Филиппинки в Киеве», «Дом 25/69» и др.